# Jimmy James (vlieger)
Bertram A. James (India, 17 april 1915 - Ludlow, 18 januari 2008) was een Britse vlieger die voor de RAF vloog tijdens de Tweede Wereldoorlog en beroemd is om zijn ontsnappingen uit Duits krijgsgevangenschap.

## Gevangenschap
In juni 1940 vertrok zijn Wellington bommenwerper van vliegveld Honington, Suffolk, voor een raid op Duitsland. Hij werd echter bij Rotterdam neergeschoten. Daarna werd hij gevangengezet, eerst in Dulag Luft en in juli in Stalag Luft I aan de Oostzee. Sinds zijn gevangenneming deed hij twaalf pogingen om aan de Duitsers te ontsnappen, en was o.a. betrokken bij de 'The Great Escape'.

## Ontsnappingen
In september 1941 ontsnapte hij samen met John "Death" Shore via een tunnel uit Stalag Luft I. Het plan was om via Sassnitz en de veerboot naar Zweden te ontkomen. Shore slaagde daarin maar James werd opgepakt.
Andere ontsnappingspogingen mislukten. In april 1942 wordt hij geëvacueerd en naar het oostblok van Stalag Luft III in Sagan, Silezië gebracht. Na enkele maanden werd hij naar Oflag 21B, een Pools kamp in Schubin overgeplaatst. Zes maanden later volgde weer een overplaatsing, ditmaal naar het noordblok van Stalag Luft III, dat net in opdracht van Hermann Göring was gebouwd. Het kamp werd een verzameling van RAF gevangenen uit verschillende kampen. Daar ontmoette hij de Zuid-Afrikaan Roger Bushell, die later de leiding op zich neemt van het ontsnappingscomité.

## The Great Escape

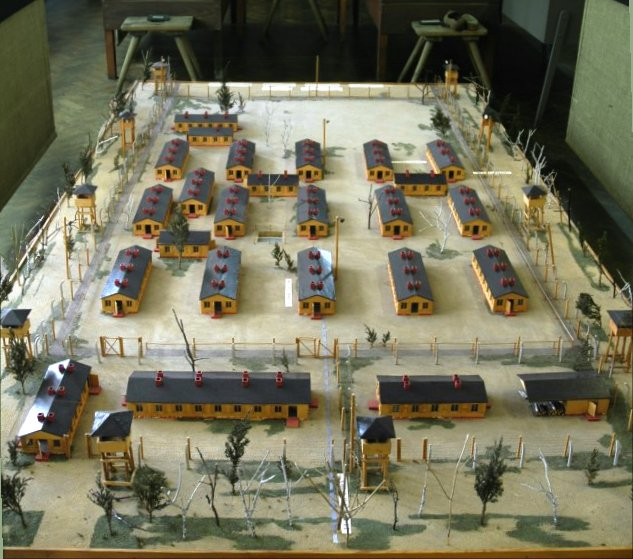
Model van Stalag Luft III

Jimmy James was een van de 76 officieren die op 24 maart 1944 uit Stalag Luft III ontsnapten. Deze gebeurtenis staat bekend als The Great Escape, en is in 1963 verfilmd. De meesten van hen, waaronder James, werden weer opgepakt, vijftig van hen werden in opdracht van Hitler geëxecuteerd. James werd met vier lotgenoten naar concentratiekamp Sachsenhausen overgebracht. Ook daar wist hij via een tunnel te ontsnappen, maar werd twee weken later weer opgepakt.

## Na de oorlog
James heeft de oorlog overleefd. Twee anderen -waaronder de Nederlander Bob van der Stok- hebben ook hun eigen land na de oorlog weer bereikt. James was de enige nog levende toen zestig jaar na de ontsnapping een herdenking plaatsvond. Hij overleed in het Ludlum Ziekenhuis op 18 januari 2008.

## Militaire loopbaan
- Waarnemend Pilot Officer: 24 juni 1939: op proeftijd voor (vier jaren op de actieve lijst)[1][10]
- Pilot Officer: 9 december 1939[1][11]
- Flying Officer: 9 december 1940 (war substantive) (voor de duur van oorlogstijd)[1][12]
- Flight Lieutenant: 9 december 1941 (war substantive)[1][13]
- Waarnemend Squadron Leader: 7 januari 1947[14]
- Aanstelling als Flight Lieutenant: 8 mei 1947; verlengde dienst (vier jaren op de actieve lijst)[1][15]
- Permanente positie van Flight Lieutenant en overgeplaatst naar de secretariële afdeling: 7 juni 1949 (anciënniteit vanaf 1 september 1945)[1][16]
- 9 december 1952: overgeplaatst naar de Royal Air Force Regiment[1][17]
- Squadron Leader: 11 juni 1958: pensionering, behoudt de rang van Squadron Leader[1][18]

## Decoraties
- Military Cross op 17 mei 1946[1][19]
- Op 7 januari 1947 werd James genoemd in de Despatches.[1]